# Colchicum davisii
Colchicum davisii är en tidlöseväxtart som beskrevs av Christopher David Brickell 1998. Colchicum davisii ingår i släktet tidlösor, och familjen tidlöseväxter. Inga underarter finns listade i Catalogue of Life.
Artens utbredningsområde anges som södra Turkiet.